# Рей, Альберто Маркос
Альберто Маркос Рей (исп. Alberto Marcos Rey); 15 февраля 1974, Камарма-де-Эстеруэлас, Испания) — испанский футболист.

## Клубная карьера
Альберто Маркос воспитанник мадридского «Реала». За основной состав дебютировал в сезоне 1993/94 в матче против «Севильи» (1:0) отыграв всю встречу.
В следующем сезоне под руководством Хорхе Вальдано, Маркос активно тренировался с основным составом, но после трёх игр в стартовом составе перестаёт попадать в заявку команды.
В 1995 году «Реал Вальядолид» подписал с ним контракт, в скорее став рекордсменом команды по сыгранным матчам, также в течение многих сезонов был капитаном. Несмотря на свой возраст, он пролежат демонстрировать хороший футбол. 22 ноября 2008 года, Альберто Маркос помог обыграть «Вильярреал» который на тот момент была единственной не побеждённой командой; Альберто Маркос был самым выдающимся игроком матча, превосходив такого игрока как Санти Касорла. Его капитанские качества объединяла всех игроков.
За всю свою карьеру Альебрто Маркос забил всего четыре мяча и все выступая за «Реал Вальядолид». Свой первый гол забил 7 марта 1996 в матче против хихонского «Спортинга» (1:0). Также он забивал таким командам как: «Депортиво Ла-Корунья» (13 января 2002 года/3:0), «Мальорка» (2 ноября 2002 года/1:3) и «Алавес» (3 июня 2007 года/2:1).
По итогам сезона 2009/10 «Реал Вальядолид» вылетает в Сегунду, и руководство приняло решение обновить состав, таким образом Альберто Маркос покинул команду. Будучи свободным агентом, он подписал контракт с «Уэской». По окончании сезона Альберто Маркос принял решение завершить карьеру футболиста.
С августа 2011 года работает в структуре «Вальядолида».

## Рекорды
Альберто Маркос побил несколько рекордов «Вальядолида»: по проведённым матчам (438), по официальным матчам (471), по матчам в Примере (361) и минут в Примере (36610).
Кроме этого, он наравне с Луисом Марьяно Мингелой провёл 15 сезонов, что является ещё одним рекордом клуба.

## Достижение
Реал Мадрид
- Обладатель Суперкубка Испании (1): 1994
- Чемпион Испании (1): 1994/95

 Реал Вальядолид
- Чемпион Сегунды (1): 2006/07